# Trofeo Challenge
El Trofeo Challenge es una nueva competición que crea la IHF en el año 2010 para que compitan las selecciones de menos nivel de cada continente. El formato es complejo pues cada confederación continental organiza una fase de clasificación de la que el campeón de cada continente juega la fase final en una liguilla de cinco equipos a una sola vuelta.

## Ediciones
| N.º | Año  | Sede Fase Final | Oro       | Plata     | Bronce |
| --- | ---- | --------------- | --------- | --------- | ------ |
| I   | 2011 | India           | Finlandia | Venezuela | Benín  |

## Medallero histórico
- Actualizado hasta India 2011

| Núm. | País      | Oro | Plata | Bronce | Total |
| ---- | --------- | --- | ----- | ------ | ----- |
| 1    | Finlandia | 1   | 0     | 0      | 1     |
| 2    | Venezuela | 0   | 1     | 0      | 1     |
| 3    | Benín     | 0   | 0     | 1      | 1     |
|      | TOTAL     | 1   | 1     | 1      | 3     |

## Países Participantes
| País      | 2011 | Años |
| --------- | ---- | ---- |
| Australia | 5º   | 1    |
| Benín     | 3º   | 1    |
| Finlandia | 1º   | 1    |
| India     | 4º   | 1    |
| Venezuela | 2º   | 1    |
| Total     | 5    |      |